# Advento (cerimônia)

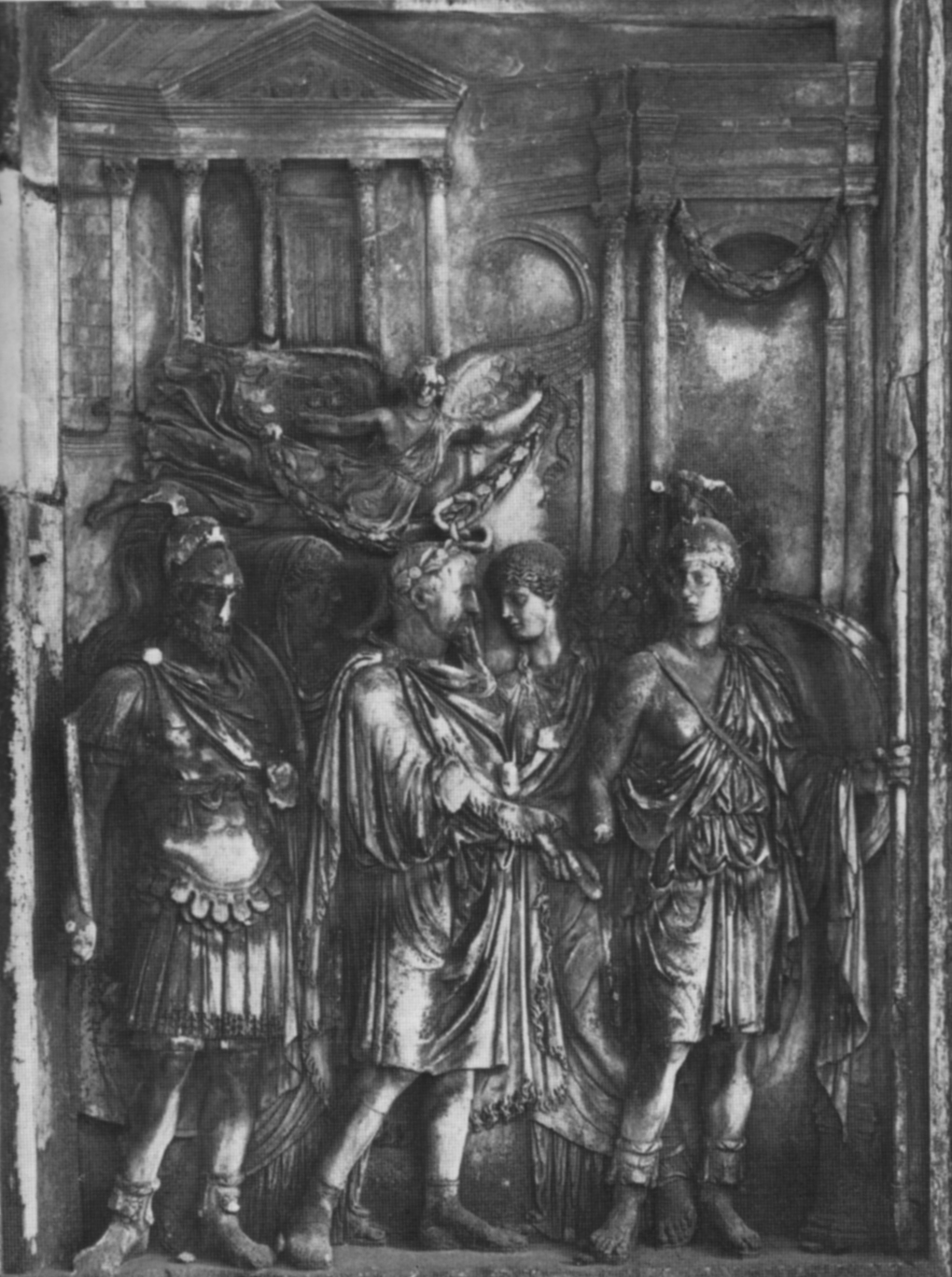
Baixo-relevo do advento do imperador Marco Aurélio r. no Arco de Constantino, em Roma

Advento (em latim: Adventus; lit. "chegada"; em grego: υπάντησις; romaniz.: upántesis), na Grécia e Roma Antiga, era uma cerimônia, análoga à partida (profectio), na qual um indivíduo proeminente (general, governador ou monarca) era formalmente recebido no portão de uma cidade. Nela o indivíduo que seria honrado era recebido por dignitários da cidade que abrigaria-o em um lugar marcado com antecedência e então ele era conduzido em procissão para o interior dos muros, onde era louvado com cânticos e louvores e recebia presentes e sacrifícios aos deuses em seu nome.
O cuidado com a recepção de indivíduos proeminentes, principalmente monarcas, tinha como função reafirmar a existência e dignidade dos súditos perante seu governante ou dignitário, ao mesmo tempo que servia ao monarca como indicativo do bom andamento de seu reinado. No Império Romano, por conseguinte, os adventos, quando ocorridos nas cidades provinciais, serviam como os raros momento de interação entre o monarca e seus súditos, e quando ocorridos em Roma, serviam como uma reafirmação da centralidade simbólica da cidade no mundo romano.
Os adventos eram anunciados com bastante antecedência para que fosse possível fazer todos os preparativos necessários, uma vez que em tais ocasiões os cidadãos esperavam serem honrados com doações, organização de jogos, isenções fiscais e remissão de impostos anteriores. Houve casos, contudo, que os monarcas viriam a receber honrarias sem solicitação, o que podia ser mal visto perante os olhos dos súditos, que passavam a entender seu governante como um tirano.

## Significado

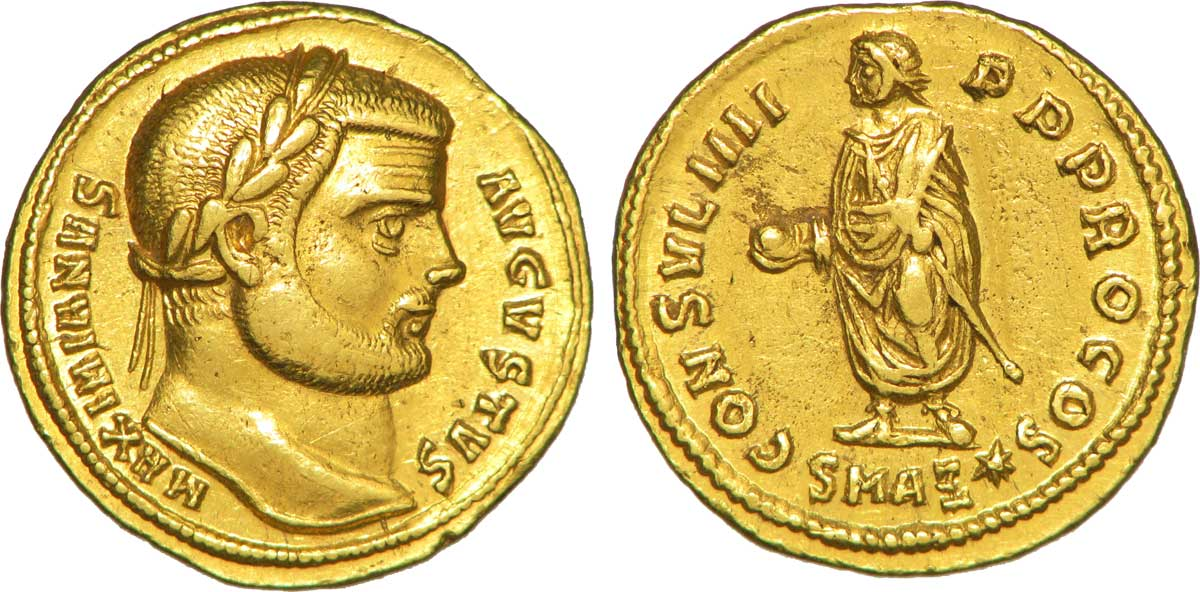
Áureo de Maximiano (r. 285-308; 310) emitido em Antioquia ca. 294-295

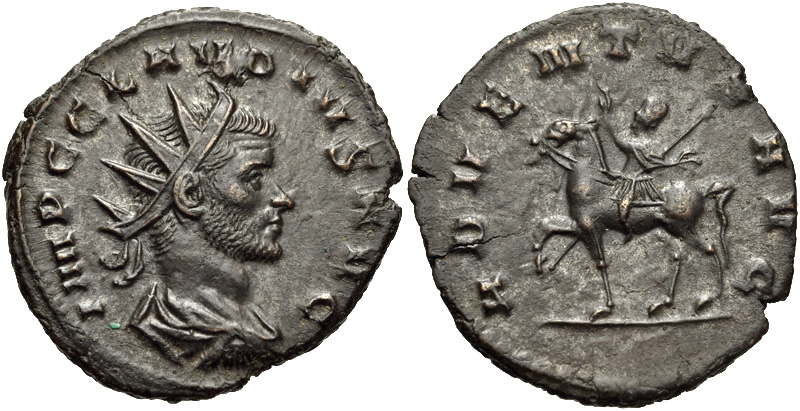
Antoniniano com efígie do imperador r. emitido em Roma em setembro ou novembro de 268, celebrando seu advento

Para Sabine MacCormack, o advento trabalhava uma lógica de via dupla: enquanto era esperado pelo monarca honrarias como indicativo do bom andamento de seu governo, para os súditos era uma forma de reafirmarem sua existência e dignidade perante o monarca. Esse processo precisava, portanto, ser bem trabalhado para que funcionasse, caso contrário seu objetivo eclipsava. Os adventos eram costumeiramente avisados com uma antecedência de até um ano para que fosse possível aos cidadãos preparar-se para receber seu governante; em troca desse compromisso, os cidadãos esperavam honrarias como doações, organização de jogos, isenções fiscais e remissão de impostos anteriores.
Na lógica do advento, a falta ou excesso de honrarias e exaltação poderia ser um embaraço, tanto para o monarca como para seus súditos. Como mencionado por Sabine MacCormack, segundo referências em panegíricos, a ascensão de um governante era uma ocasião onde distribuía-se honrarias sem solicitação prévia, o que poderia levar o monarca a ser chamado de tirano como quando, segundo os Panegíricos Latinos, o imperador romano Maximiano (r. 286-308; 310) retornou de sua aposentadoria a pedido de seu filho Magêncio (r. 306–312) sob alegação de que Roma clamava por seu retorno.
No mundo romano um advento em uma província era uma rara oportunidade dos súditos poderem interagir com seu monarca, enquanto em Roma era uma reafirmação de sua centralidade política no Império Romano. Pelo Império Romano Tardio, com a descentralização administrativa e a constante ausência da corte imperial, as visitas imperiais, para Björn C. Ewald e Carlos F. Noreña, eram um momento crítico para a afirmação da centralidade simbólica de Roma.
Devido a costumeira correlação entre os imperadores e as divindades do panteão romano, quando da chegada da pessoa imperial, ele poderia ser recebido como deus. Mesmo embora houvesse imperadores que não foram elevados à categoria divina, seus feitos eram exaltados mediante atribuição de uma significação especial, como nos casos que os imperadores foram chamados de "sempre vitoriosos" ou "inconquistados" (invictus). Similarmente, segundo o panegírico de Cláudio Mamertino dedicado ao imperador Juliano, o Apóstata (r. 361–363) durante sua visita a Constantinopla em 362, o imperador estaria sempre presente. Isso, por conseguinte, justificaria as ocasiões quando imagens imperiais substituíam o monarca nas recepções.

## Procissão

### Período helenístico

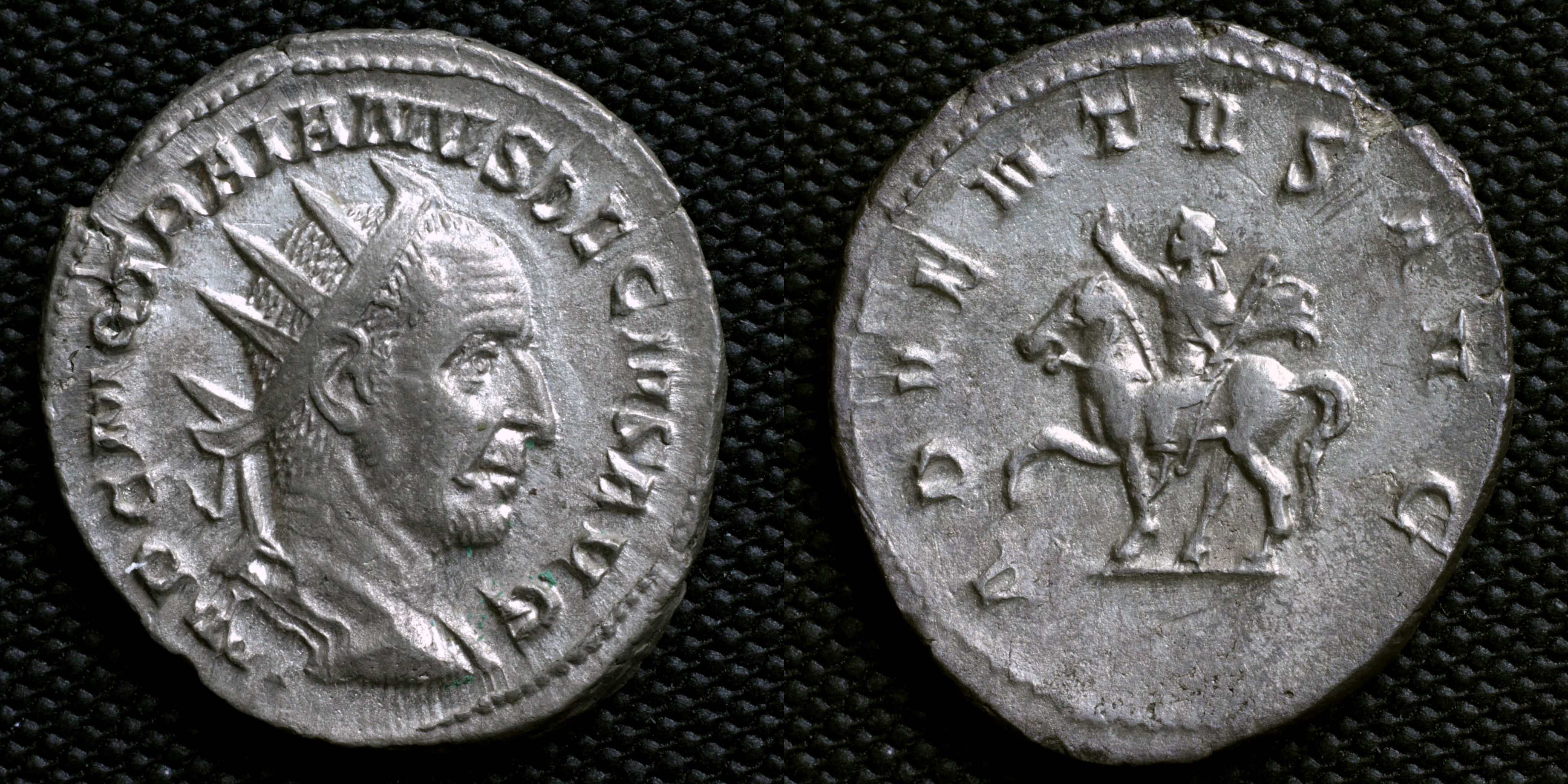
Antoniniano com efígie do imperador Décio r. emitido em 250 em Roma

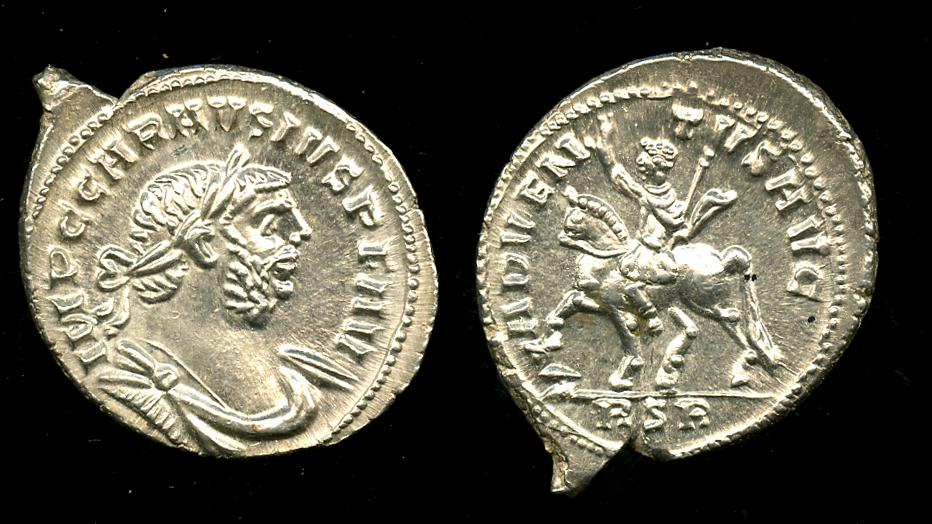
Denário de Caráusio r. emitido na Britânia. Tesouro de Frome

Uma referência precoce desta questão da recepção está presente no relato de Ésquilo (ca. 458 a.C.) do retorno de Agamenão para Micenas após a Guerra de Troia no qual há um incidência envolvendo um carpete púrpura. Segundo fontes helenísticas, quando a chegada de um monarca era anunciada à tempo, os habitantes decoraram a cidade e no dia marcado uma procissão, chefiada pelos dignitários locais, partiam para fora dos muros, onde ocorria o encontro. Os cidadãos carregaram flores, óleos ou ramos de palmeira, velas e incenso e as estátuas dos deuses; por vezes carregava-se também os sinais das guildas e corporações da cidade. Cantorias e aclamações são citadas frequentemente. Depois da troca de saudações, os cidadãos acompanhavam o governante para o interior da cidade, onde poderia ocorrer mais cerimônias de recepção.

### Roma Antiga
No Império Romano, o advento ocorria em duas fases. Na primeira havia uma reunião especial chamado ocurso (occursus) na qual uma procissão senatorial carregando a divindade citadina, seguida por representantes de outras classes sociais, dirigia-se em direção ao imperador para atendê-lo fora da cidade. Os senadores convidavam-o a entrar, e ele realizava um breve discurso de agradecimento. Nessa fase da cerimônia transmitia-se o desejo da cidade em saudá-lo, e por isso considerava-se adequado que a delegação da cidade-sede se reunisse o mais longe possível como demonstração de desejo ardente.
Em seguida havia o introito (introitus), ou entrada real. Precedido pela procissão de dignitários que foram recebê-lo, o monarca entrava pelas portas da cidade (até a época da dinastia severa a pé e sozinho, porém mais tarde sobre uma carro e escoltado por unidades militares) e foi esperado por representantes de todas as classes sociais: na primeira fila prostravam-se os governantes e a aristocracia vestidos de branco e coroados com louros; próximos a eles, por ordem de classificação, estavam senadores e cavaleiros, sacerdotes e membros do colegiado, representantes das facções do circo e do clero (durante a Antiguidade Tardia), homens libres e, finalmente, mulheres e crianças.

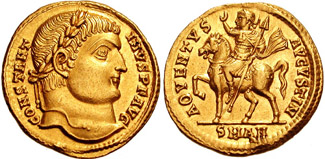
Soldo de r. emitido em Antioquia ca. 324-325

Alguns jovens em coro para cantar os elogios imperiais. As pessoas mostravam sua alegria agitando ramos de oliveiras, palmeiras e louros, oferecendo coroas, cujas pétalas foram então espalhadas ao redor, queimando incensos e carregando tochas e velas, enquanto alguns mantinham os animais que seriam sacrificados em sua honra; tudo feito sob elogios, hinos e orações. Em seguida, o imperador entrava no templo mais importante da cidade, onde realizava um sacrifício de agradecimento, um ato abolido por Constantino (r. 306–337) quando de seu advento em 312 após a batalha da Ponte Mílvia devido sua recusa em sacrificar em honra a Tríade Capitolina.
Normalmente, o imperador e seus convidados partiam mais tarde para um lugar público, como o fórum o teatro, onde o monarca realizava um discurso de agradecimento à cidade, que respondia com a declamação de um panegírico, cuja composição e declamação era encomendada a um retórico, pois era importante e prestigioso para a localidade. Às vezes, o imperador dirigia-se à cúria para prestar homenagem ao senado local com uma oração (oratio senatus) ou realizava doações (largitio) no fórum. No dia seguinte ocorriam jogos no circo e a distribuição de grandes donativos.